# (466862) 2015 BS362
(466862) 2015 BS362 es un asteroide perteneciente al cinturón de asteroides, descubierto el 23 de octubre de 2008 por el equipo Spacewatch desde el Observatorio Nacional de Kitt Peak (Arizona, Estados Unidos).